# Henry Le Châtelier
Henry Louis Le Chatelier (París, Francia, 8 de octubre de 1850-Miribel-les-Échelles, Francia, 17 de septiembre de 1936) fue un famoso químico francés. Es conocido por su principio de los equilibrios químicos, llamado principio de Le Chatelier.

## Infancia y estudios
Henry nació el 8 de octubre de 1850. Era hijo de Louise Durand y Louis Le Chatelier. Su padre fue ingeniero politécnico. El Ingeniero Louis desempeñó un importante papel dentro de la industria francesa en el siglo XIX. Participó en el nacimiento de la industria francesa, especialmente la del aluminio, en la introducción del procedimiento Martin-Siemens en la siderurgia y en desarrollo de transportes ferroviarios. Su padre fue una gran influencia en la futura carrera de Henry.
Tuvo una hermana de nombre Marie y cuatro hermanos: Louis, Alfred, Georges y André. Su madre le dio una educación muy rigurosa y estricta. Decía: "Fui habituado a una disciplina muy estricta: había que levantarse a la hora, preparar en tiempo útil sus tareas y lecciones, comer todo al desayuno, etc. Conservé durante toda mi vida el respeto al orden y la ley. El orden es una de las formas más perfectas de la civilización". Efectuó sus estudios en el Collège Rollin en París. Después, de solamente un año de Matemáticas especiales, entró como su padre a L'École Polytechnique (Escuela Politécnica) el 25 de octubre de 1869. Después de una escolaridad brillante en el Politécnico (fue el primero de su generación) entró a L'École des Mines de París en 1871 (donde terminó en tercer lugar de excelencia), frecuentó el laboratorio de Henri Sainte-Claire Deville en L'École Normale Supérieure. En esa época siguió a la par con sus estudios literarios. Atribuía un gran valor a las Humanidades. Defendió en numerosos ensayos la importancia de los estudios literarios en la educación.
Como todos los alumnos de La Escuela Politécnica, fue nombrado subteniente el 11 de septiembre de 1870, y participó en el Siège de Paris (Sitio de París).
Contrajo matrimonio con Genièvre Nicolas amiga de la familia y hermana de cuatro estudiantes de la Escuela Politécnica. Tuvieron cuatro hijas y tres hijos.

## La carrera
A pesar de su formación como ingeniero y de incluso interesarse en los problemas industriales, prefirió seguir una carrera de profesor investigador en química en lugar de seguir una carrera en la industria.

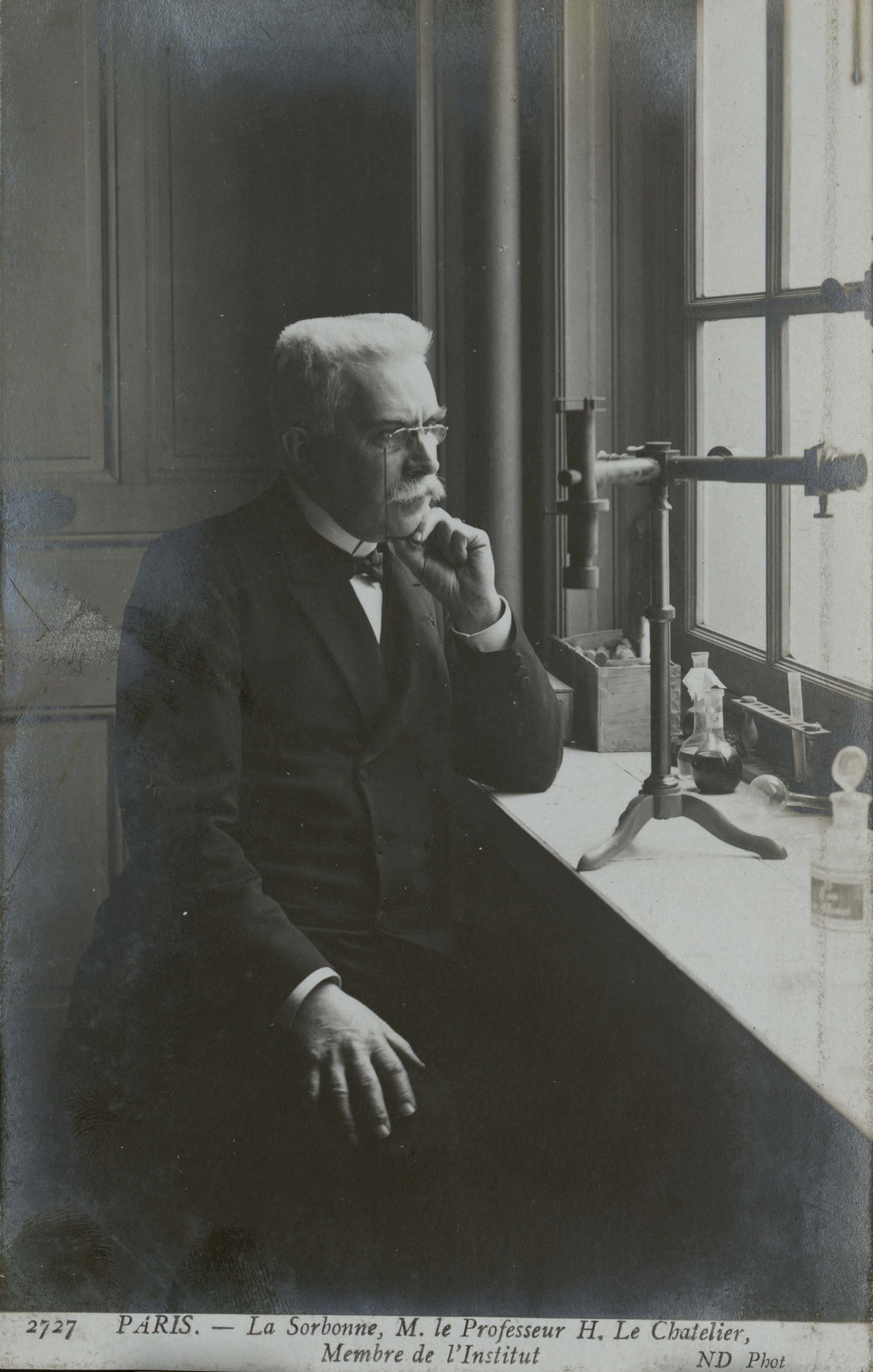
La Sorbona (universidad). El profesor Henry Le Chatelier (Bibliothèque de la Sorbonne, NuBIS)

En 1887 fue elegido como jefe del departamento de Química General en L'École de Mines de París. Puesto que desempeñó hasta su retiro.
Intentó en vano convertirse en profesor de Química en la Escuela Politécnica en 1884 y en 1897.
Fue el sucesor de Paul Schützenberger en el cargo de jefe de química mineral en el Collège de France (Colegio de Francia) después en La Sorbona sucedió a Henri Moissan.
Los temas que trató en el Colegio de Francia fueron:
- Fenómenos de Combustión (1898)
- Teoría de los equilibrios químicos, la medida de temperaturas elevadas y los fenómenos de disociación (1898-1899)
- Propiedades de las aleaciones metálicas(1899-1900)
- Aleaciones de Hierro (1900-1901)
- Métodos generales de química analítica (1901-1902)
- Leyes generales de la química analítica (1901-1902)
- Las leyes generales de la mecánica química(1903)
- La sílice y sus compuestos(1905-1906)
- Algunas aplicaciones prácticas de los principios fundamentales de la química 1906-1907)
- Propiedades de los metales y de algunas aleaciones (1907)

Fue nombrado miembro de L'Académie des Sciences (Academia de las Ciencias) en 1907 después de cuatro tentativas desafortunadas (1884-1897-1898 y 1900).

## Los trabajos científicos
En química, Henry Le Chatelier es conocido por:
- El principio del equilibrio químico que lleva su nombre (principio de Le Chatelier)
- La variación de la solubilidad de las sales en una solución ideal

Publicó aproximadamente treinta trabajos sobre estos temas entre 1884 y 1914.
Sus resultados sobre los equilibrios químicos fueron presentados en L'Académie des Sciences de París.
Efectuó numerosos trabajos en Metalurgia y fue uno de los fundadores de la revista técnica "La revue de métallurgie (La revista de la metalurgia). Divulgando estudios e investigaciones sobre las aleaciones en la cual participa Georges Charpy.
Parte del trabajo de Le Chatelier fue dedicado a la industria. Por ejemplo, desarrolló investigaciones para La Société des chaux et ciments Pavin de Lafarge. Su tesis doctoral fue dedicada al tema de los morteros (Cemento hidráulico): Recherches expérimentales sur la constitution des mortiers hydrauliques (Investigación experimental en la composición de morteros hidráulicos)

## El principio del equilibrio químico
Le Châtelier es muy famoso por la ley del equilibrio químico emitida bajo el principio que lleva su nombre y que se resume así:
Si un sistema químico en equilibrio reversible experimenta un cambio en concentración, temperatura o presión, el equilibrio del sistema se modificara en orden de minimizar dicho cambio.
Si se aumenta la presión parcial de Dióxido de azufre (SO2) el equilibrio tenderá a desplazarse a la derecha para disminuir la presión parcial del dióxido de azufre (Ley experimental de Le Châtelier)
Ver: la Ley experimental de Van't Hoff para la influencia de la temperatura sobre el equilibrio de una reacción

## Henry Le Chatelier y su época
De una manera similar a los científicos e ingenieros de su época, tenía una visión científica de la industria. En el número uno de la Revue de Métallurgie, publicó un editorial describiendo sus convicciones sobre el tema. (Le Chatelier - Del rol de la ciencia en la industria) Revue de Métallurgie, n.º 1, 1904 páginas, de la 1 a la 10. Fue uno de quienes difundieron las teorías de Frederick Winslow Taylor. Por otra parte, publicó en 1928 un libro acerca del tema con el título "Le Taylorisme" (El Taylorsimo).
Políticamente, fue conservador. En 1934, tomó posición en la revista brucelense contra la duración de la jornada de trabajo semanal de 40 horas. Contrariamente a otros científicos de la época y a pesar de ciertas convicciones anti-parlamentaristas, él se proclamó a favor de los movimientos de extrema derecha
Fue distinguido miembro de la Legión de Honor (Caballero) en 1887 después fue elevado a rango de Oficial en 1908, de Comandante en 1919 y Gran Oficial en 1927. Fue laureado con la Médaille Davy (Medalla Davy, distinción de la Royal Society) en 1916

## Obra
Publicó numerosos artículos, publicaciones y comunicados científicos. Igualmente editó 11 libros:
- Combustion des mélanges gazeux explosifs (Combustión de mezclas gaseosas explosivas), con François Ernest Mallard, 1883.
- Constitution des mortiers hydrauliques -thèse-(Constitución de los morteros hidráulicos, -tesis-), 1887.
- Les équilibres chimiques (Los equilibrios químicos), 1888.
- Les mesures de températures élevées (Las mediciones de temperaturas elevadas), en colaboración con Boudouard. Éd. Carré et Naud, 1900.
- Sur la constitution des mortiers hydrauliques (Sobre la constitución de los morteros hidráulicos), éd.

Dunod, 1904.
- El carbono y las leyes generales de la química.
- L'introduction à l'étude de la métallurgie : le chauffage industriel (La introducción al estudio de la metalurgia: la calefacción industrial), éd. Dunod et Pinat, 1912.
- La sílice et les silicates (La sílice y los silicatos), éd. Hermann et fils, 1914.
- Sciences et industrie, Bibliothèque de philosophie scientifique (Ciencias e industria, Biblioteca de filosofía científica), éd. Flammarion, 1925.
- Le taylorisme (El taylorsimo), éd. Dunod, 1934.
- De la méthode dans les sciences expérimentales (De la metodología de las ciencias experimentales), éd. Dunod, 1936.